# Jérôme Bonnissel
Jérôme Bonnissel est un footballeur français né le 11 avril 1973 à Montpellier.

## Biographie
Il est repéré à l'âge de douze ans par Montpellier et intègre le centre de formation du club héraultais. Grâce à la section sport études du lycée Daudet, il décroche un bac B.
Il débute en D1 le 17 janvier 1993 lors du match Lille-Montpellier.
Le 31 juillet 1996, il signe un contrat de cinq ans avec le Deportivo La Corogne, pour un montant d'environ 14 millions de francs.
De 1999 à 2003 il défend les couleurs des Girondins de Bordeaux.
Le 1er août 2003, il signe un contrat de deux ans avec Fulham, club de Premier League.
En janvier 2006, après avoir été mis à l'essai lors de la trêve hivernale, il est recruté par l'Olympique de Marseille jusqu'à la fin de la saison afin de pallier l'absence du Nigérian Taye Taiwo, pendant la Coupe d'Afrique des nations,.
Il est élu deux fois meilleur arrière gauche français. Il arrête sa carrière en 2006 à l'âge de 33 ans.

### En équipe de France
En décembre 1993, il est sélectionné en équipe de France des moins de 20 ans pour affronter le Danemark.
Il est ensuite sélectionné pour les quarts de finale du Championnat d'Europe de football espoirs 1994 contre la Russie.
Jérôme Bonnissel est sélectionné par Raymond Domenech pour participer au Championnat d'Europe de football espoirs 1996 où la France termine à la troisième place.
Il est ensuite sélectionné pour les Jeux olympiques d'été de 1996 à Atlanta.

### Recruteur
Membre de la cellule recrutement des Girondins de Bordeaux, il en prend la direction en juin 2010 lorsque Michel Pavon est nommé entraîneur adjoint aux côtés de Jean Tigana. En désaccord avec la politique du club, il annonce sa décision de quitter la cellule de recrutement le 5 janvier 2016.
En septembre 2018, il intègre la cellule de recrutement de l'Olympique lyonnais dirigée par Florian Maurice.
En juin 2020, il est nommé responsable du recrutement du Stade rennais FC,, poste qu'il quitte en août 2024.

## Palmarès
- Champion d'Écosse en 2003 avec les Glasgow Rangers.
- Vainqueur de la Coupe de la Ligue d'Écosse en 2003 avec les Glasgow Rangers.
- Vainqueur de la Coupe de la Ligue française en 2002 avec les Girondins de Bordeaux.
- Finaliste de la Coupe de France en 1994 avec le Montpellier HSC.
- Finaliste de la Coupe d'été en 1994 avec Montpellier HSC
- Capitaine de l'équipe de France espoirs en 1995, de l'équipe de France Olympique en 1996 et de l'équipe de France A' en 2001.